# Премия Иржи Ортена
Премия Иржи Ортена (чеш. Cena Jiřího Ortena) — чешская литературная премия, присуждаемая ежегодно с 1987 года в память о выдающемся чешском поэте Иржи Ортене. Премия вручается за прозаические или поэтические произведения на чешском языке, авторам которых на момент их написания было не больше 30 лет. Материальное содержание премии составляет 50 000 чешских крон.

## Лауреаты премии
- 1987 — Зузана Брабцова
- 1988 — Мартин Милан Шимечка
- 1989 — Петр Плацак
- 1990 — Тереза Боучкова
- 1991 — Вит Кремличка
- 1992 — Ярослав Пижл
- 1993 — Михал Вивег
- 1994 — Яромир Типлт
- 1995 — Петр Борковец
- 1996 — Божена Справцова
- 1997 — Ян Яндорек
- 1998 — Богдан Трояк
- 1999 — Павел Брич
- 2000 — Вера Роси
- 2001 — премия не присуждалась
- 2002 — Мартин Лангер
- 2003 — Радек Малы
- 2004 — Марие Штастна
- 2005 — Катержина Ковачова
- 2006 — Марек Шинделька
- 2007 — Петра Гулова и Йонаш Гайек
- 2008 — Петра Соукупова
- 2009 — Яна Шрамкова
- 2010 — Ян Тесноглидек
- 2011 — Франтишка Йироусова
- 2012 — Вратислав Маньяк
- 2013 — Ондржей Буддеус
- 2014 — Ондржей Ганус
- 2015 — Альжбета Станчакова
- 2016 — Сара Вибиралова
- 2017 — Зузана Култанова
- 2018 — Ондржей Мацл